# Workington
Workington é uma cidade e paróquia civil do distrito de Allerdale, no Condado de Cúmbria, na Inglaterra. Sua população é de 22.113 habitantes (2015).